# Teologia taoista
Nella teologia taoista, la concezione tradizionale di divinità è molto diversa da quella occidentale. Non c'è in cinese una parola sola per indicare quello che i cristiani chiamano Dio, ovvero un dio unico e universale, ma i vari termini si sono evoluti in seguito all'evoluzione stessa del concetto entità suprema taoista. credono in diverse divinità naturali 

## Da Shangdi a Tian al Tao

### Il culto del Cielo
In Cina, già prima della formazione del Taoismo e dell'introduzione del Buddhismo era presente un culto con tratti monoteistici, era il culto di Shangdi (Shang Di, re celeste). Era un culto che venerava il Cielo come entità onnipotente, onnipresente e dotata di personalità. Il culto consisteva in preghiere personali e nella costruzione di templi, tra cui l'ultimo fu il celebre Tempio del Cielo (o del Paradiso). Era diffusa la credenza che Shangdi si manifestasse attraverso gli eventi meteorologici e i disastri naturali, soprattutto per punire i peccatori.

### Introduzione del Taoismo e del Buddhismo
Successivamente il culto andò via via perdendo popolarità, in seguito all'avvento del Taoismo e del Buddhismo, anche se alcuni concetti rimasero in vigore, in particolare come culto imperiale, a causa del legame che si diceva ci fosse tra l'imperatore e il Dio, l'imperatore era infatti il Figlio del Cielo o Mandato del Cielo. Gli imperatori che favorirono il Buddhismo e il Taoismo, sfavorendo il tradizionale culto al Cielo, erano visti addirittura come anomali. Con la decadenza, il concetto di Shangdi venne assimilato e rivisto dalle nuove religioni e dalla religione tradizionale, in quest'ultima, ad esempio, permane tutt'oggi il culto di Tian, divinità celeste.
I rimasugli del culto di Shangdi sono rintracciabili anche nelle espressioni popolari: mentre un occidentale può essere abituato ad esclamare Oh Dio!, un cinese è solito dire Oh Cielo! (老天！ o 天哪！).

### Affermazione del concetto del Tao

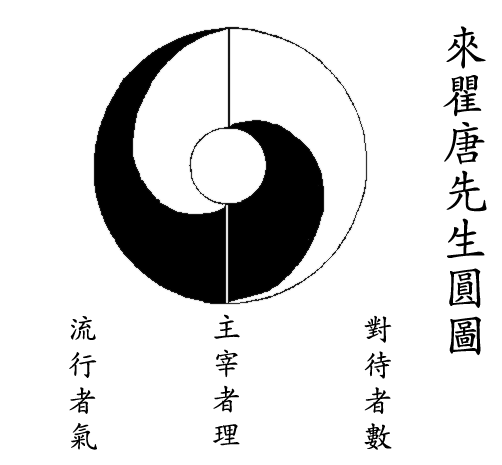
Antica versione di Lai Zhide del Taijitu, simbolo del Tao.

In seguito si affermò il concetto del Tao (la Via), non visto più come divinità suprema, ma (come inizialmente spiegato), in qualità di energia cosmica.
Il "Dio" dei cinesi non parla, ma è possibile sentire la sua voce, o meglio partecipare alla sua energia, all'energia universale. Per udirlo, conoscerlo e parteciparvi bisogna essere capaci di sentire il respiro della montagna, l'energia del mare, il principio che regola il corso degli astri o della società. Per udire la sua voce bisogna sedersi di fronte al chicco di riso appena seminato e attendere che diventi germoglio e poi pianta matura. Se avremo avuto la pazienza di attendere e di contemplare in silenzio la sua crescita, avremo udito la voce di "Dio" nella pianta che cresce.".
Come afferma la citazione il concetto di entità suprema nel Taoismo non si identifica con un'entità senziente, un dio giudice, padre, che osserva e veglia il mondo dall'alto sulle sorti degli uomini. Al contrario l'entità suprema taoista è energia pura, che pervade l'intero universo. Il Dio del Taoismo è il Tao, la natura stessa di cui l'uomo fa parte, il ciclo perpetuo che provoca il mutare e il divenire di tutte le cose. La natura è fondata sul principio divino del Tao, per cui la materia non è mai priva di spirito e non vi si contrappone, ogni cosa è piena dello spirito del Tao, poiché ogni cosa è costituita da esso. Il Tao non crea il mondo, ma è la vita delle montagne e del mare, degli alberi e degli animali, degli uomini e delle donne, il Tao è il tutto.
Diventa chiaro allora che Dio non è, come in occidente, l'Essere primo, assoluto e trascendente che sta al di sopra e prima di tutti gli esseri concreti, ma un principio o energia immanente che è dentro il cosmo, la natura e la società, e la guida a perfezionamento. Non è un essere personale, ma coincide con l'azione della natura, impersonale e imparziale. Tutto è divenire, cambiamento, secondo un principio ordinatore spontaneo, il Tao, uno, indicibile, immutabile, eterno, impersonale, divino.
(Tao Te Ching)

## Dèi e santi

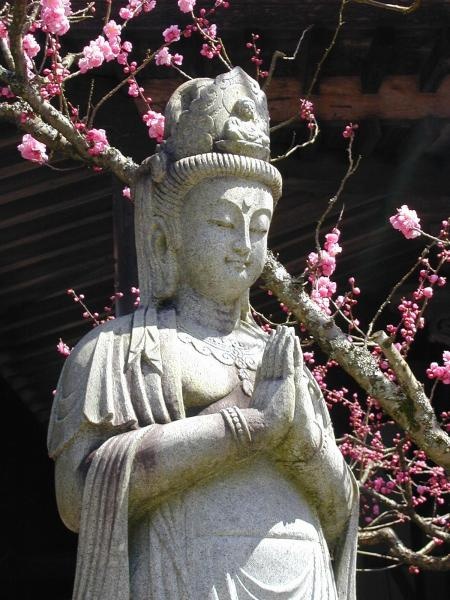
Guanyin, dea della misericordia.

Per quanto riguarda invece il termine divinità in senso lato, ovvero entità in grado di intermediare con gli uomini, con l'evoluzione del Taoismo è andato consolidandosi il termine Shen, che si può tradurre appunto come divinità o più in specifico come spirito della natura. Nella religione taoista anche gli shen sono costituiti dal Tao, come lo è tutto l'esistente (esseri umani compresi), essi sono infatti emanazioni di energia pura del Tao. 
Si può dire dunque che uno shen sia una qualsiasi entità che si trova in un livello esistenziale superiore a quello umano. Gli shen sono sia le varie divinità protettrici, quali Guanyin, Guangong, l'Imperatore di Giada, i Tre Puri, Tienkuan, Tikuan, Shiuikuan, sia gli spiriti animici, quali il Qi (l'energia vitale), spirito delle facoltà intellettive e psichiche dell'uomo, che deve essere coltivato e considerato per una piena evoluzione della persona verso la perfezione: rappresenta in un certo senso il mistero dell'esistenza, il segreto significato della vita individuale e deve essere decifrato ed accolto per giungere alla salvezza. Gli shen sono un numero elevatissimo di divinità eterogenee, organizzate gerarchicamente, come i protettori di mestieri e dei fenomeni atmosferici; gli spiriti degli elementi della natura; le anime di diverse località (cimiteri, luoghi, guadi, strade); i demoni; le anime degli antenati; gli immortali (xian o shenxian), e i bodhisattva.
L'universo spirituale concepito dal Taoismo è estremamente complesso, però si può fare una suddivisione delle entità divine in due categorie principali, ovvero, gli dèi di una prima dimensione spirituale, più alti, più sottili, più evanescenti; e gli dèi di una seconda dimensione spirituale. Della prima categoria fanno parte tutte le entità divine ancestrali, gli spiriti primordiali. La seconda categoria è invece ulteriormente divisa in tre gruppi. Vi si trovano infatti le divinità celesti, che si trovano ad un livello più trascendentale (ma sempre meno della prima dimensione spirituale); gli spiriti della natura, che si trovano ad una trascendenza intermedia; ed infine gli xian, gli immortali, di cui fanno parte gli spiriti divinizzati dei grandi maestri.
Gli shen dimorano nella natura, in quanto come l'uomo ne fanno parte, solo che si trovano a livelli esistenziali più alti. Alcuni luoghi sono considerati particolarmente favorevoli all'incontro con gli shen, luoghi in cui si assottiglia il confine tra il mondo umano e quello divino: isole sacre, montagne sacre, caverne, fiumi.